# Faller Károly
Faller Károly (Selmecbánya, 1857. május 21. – Budapest, 1913. május 30.) kohómérnök, főiskolai tanár, a selmecbányai Bányászati és Kohászati Irodalompártoló Egyesület elnöke (1889–1892), az Országos Magyar Bányászati és Kohászati Egyesület alapító tagja.

## Élete
Faller Károly családjának szoros kapcsolata volt a selmeci főiskolával, a bányászattal Apja, Faller Gusztáv a Bányászati és Erdészeti Akadémia Bányaműveléstani Tanszékének vezetője volt, bátyja, Gusztáv bányaorvos, unokaöccse, Jenő ugyanennek a tanszéknek a docense, a Központi Bányászati Múzeum első igazgatója volt.
Középiskolába Selmecbányán és Kassán járt, 1875-ben érettségizett. Felsőfokú tanulmányait a selmecbányai Bányászati és Erdészeti Akadémián, a fémkohászati szakiskolában végezte, ahol 1878-ban végzett. Ezt követően a horgospataki ezüstkohónál gyakornokoskodott, majd egy év katonáskodás következett. 1880-ban a kapnikbányai lúgzóműben helyezkedett el, egy év múlva pedig már a fővárosi Főfémjelző Hivatalban dolgozott. 1882 októberében a selmeci Akadémia bányaiskolájához került, ahol a kohászat tanára lett. Kilenc évig dolgozott itt, miközben tanulmányutak során alaposan megismerte a hazai kohókat. 1891-ben a selmeci ezüstkohóba kérte magát, majd a tajói kohónál tevékenykedett, végül 1893-ban az aranyidai foncsormű vezetője lett. 1894-ben visszatért az Akadémiára, ahol a Fémkohászattani tanszék vezetője lett. Ezt a beosztását egészen a haláláig betöltötte. 1913-ban hunyt el Budapesten, sírja Selmecbányán van.
A Pancaldi Irmával kötött házasságából négy gyermek született: a csecsemőkorukban meghalt két fiú, Gusztáv és Károly, valamint Gizella és Irén.

## Munkássága
Faller Károly a hazai fémkohászati kutatások megalapítójának számít. Magyarországon először ő foglalkozott a „nemvasfémek” előállításával, kohósításával, és természetesen oktatta is ezeket. Magas szintű szakirodalmi munkásságából is kiemelkedően fontos a négykötetes Fémkohászattani kézikönyv, amely tizenhat fém kohósításával foglalkozik. A négy kötet sorrendben 1896-ban, 1898-ban, 1902-ben és 1904-ben jelent meg. Ez volt az első magyar nyelvű, és jó ideig az egyetlen fémkohászati munka, évtizedekig hasznos szakirodalma volt a fémkohászoknak. Magyarországon ő fogalmazta meg először a metallográfiát, mint tudományágat. Kidolgozta a pénzverés tananyagát is, ő a pénzverészeti irodalom magyar nyelvű megteremtője. 1912-ben készítette el azt a tanulmányt, amely a magyar alumíniumkohászat alapja lett. A tudományos munka témája az erdélyi jád-völgyi bauxitok alumíniummá való feldolgozása volt, és a 63% alumínium-oxidot tartalmazó bauxitokra szódás feltárást, az alumínium-oxidokból az alumínium előállítására pedig elektrolízist javasolt. Az alumínium hazai kohósítására csak 23 évvel Faller Károly tanulmánya után került sor.
Faller jelentős tanáregyéniség is volt, módszere az elméleti oktatásra alapozott üzemi gyakorlatokon alapult. A tanárra a tanítványok „utóélete” is jellemző lehet. Saját, kézírásos vizsganaplójában – többek között – a következő nevek találhatók:
- Kápolnay P. Viktor (később a Főiskola egyetemi tanára lett a Géptani tanszéken),
- Spisák Béla (Solt Béla néven egyetemi tanár lett a Középítéstani tanszéken),
- Schleicher Aladár (egyetemi tanár lett a Metallográfiai tanszéken),
- Stiglincz János (Széki János néven a Fémkohászattani tanszék egyetemi tanára lett),
- Stasney Albert (egyetemi tanár lett az Ábrázoló Geometriai tanszéken).

## Főbb művei
- A fémek olvasztásáról elektromos úton. Bányászati és Kohászati Lapok, 18(1885) 58–59.
- A tellúr. Bányászati és Kohászati Lapok, 22(1889), 140–143.
- Az alumínium. Bányászati és Kohászati Lapok, 29(1896), 20–23, 36–38, 54–56, 71–73, 87–90.
- A fémkohászattan kézikönyve, 1-4. Selmecbánya, 1896–1904.
- Tanulmányok a metallográfia terén. Athenaeum, Budapest, 1903.
- A kemény ólom mikrostruktúrája. Bányászati és Kohászati Lapok, 38/2(1905), 265–277.
- Fémvegyületek synthesise fémekben való oldás és kristályosodás útján. Bányászati és Kohászati Lapok, 39/1(1906), 145–160.
- Fémkohászat. Bányászati és Kohászati Évkönyv, 1(1909), 173–178.